# St-Sulpice (Montils)

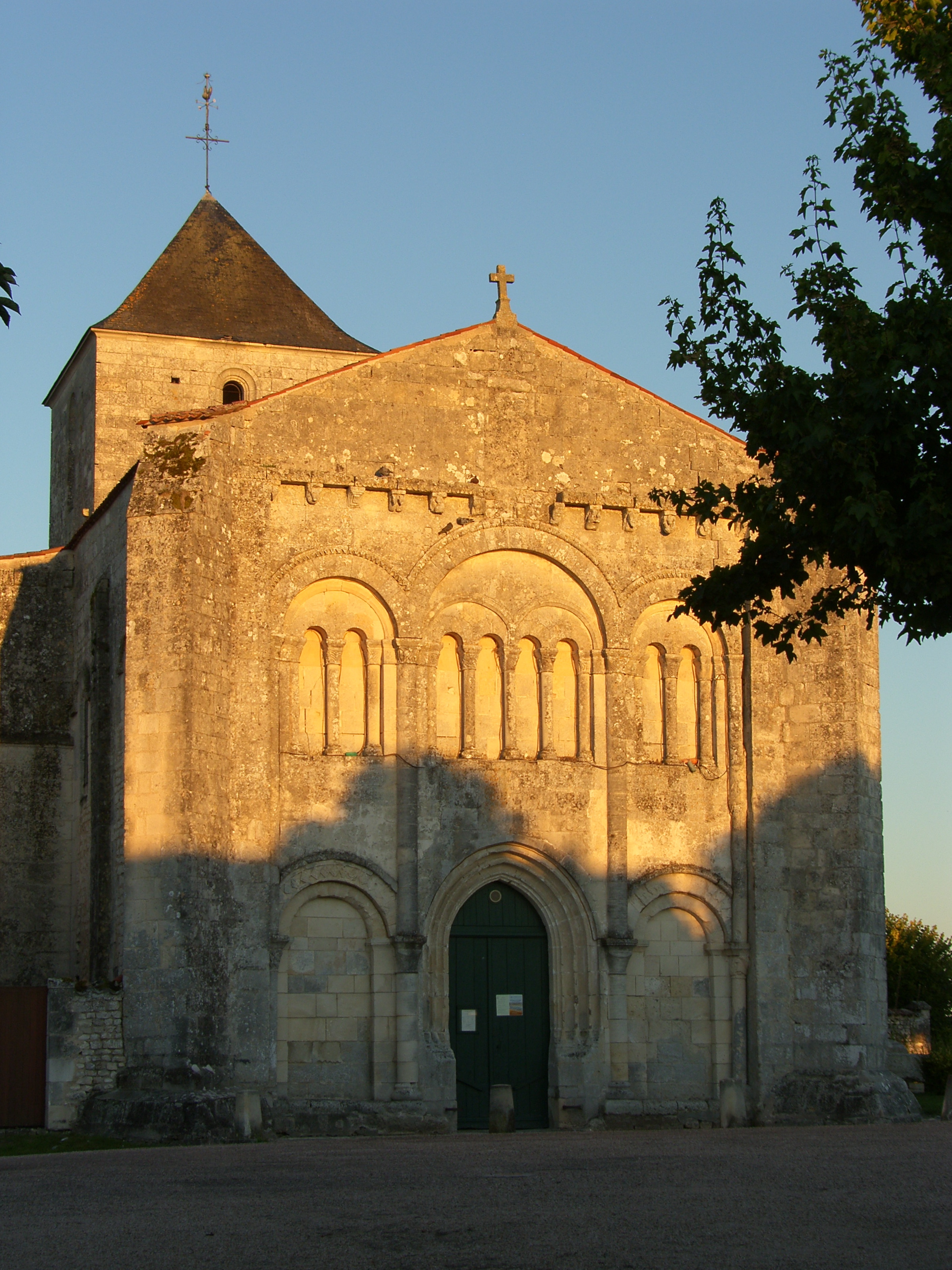
Hauptfassade

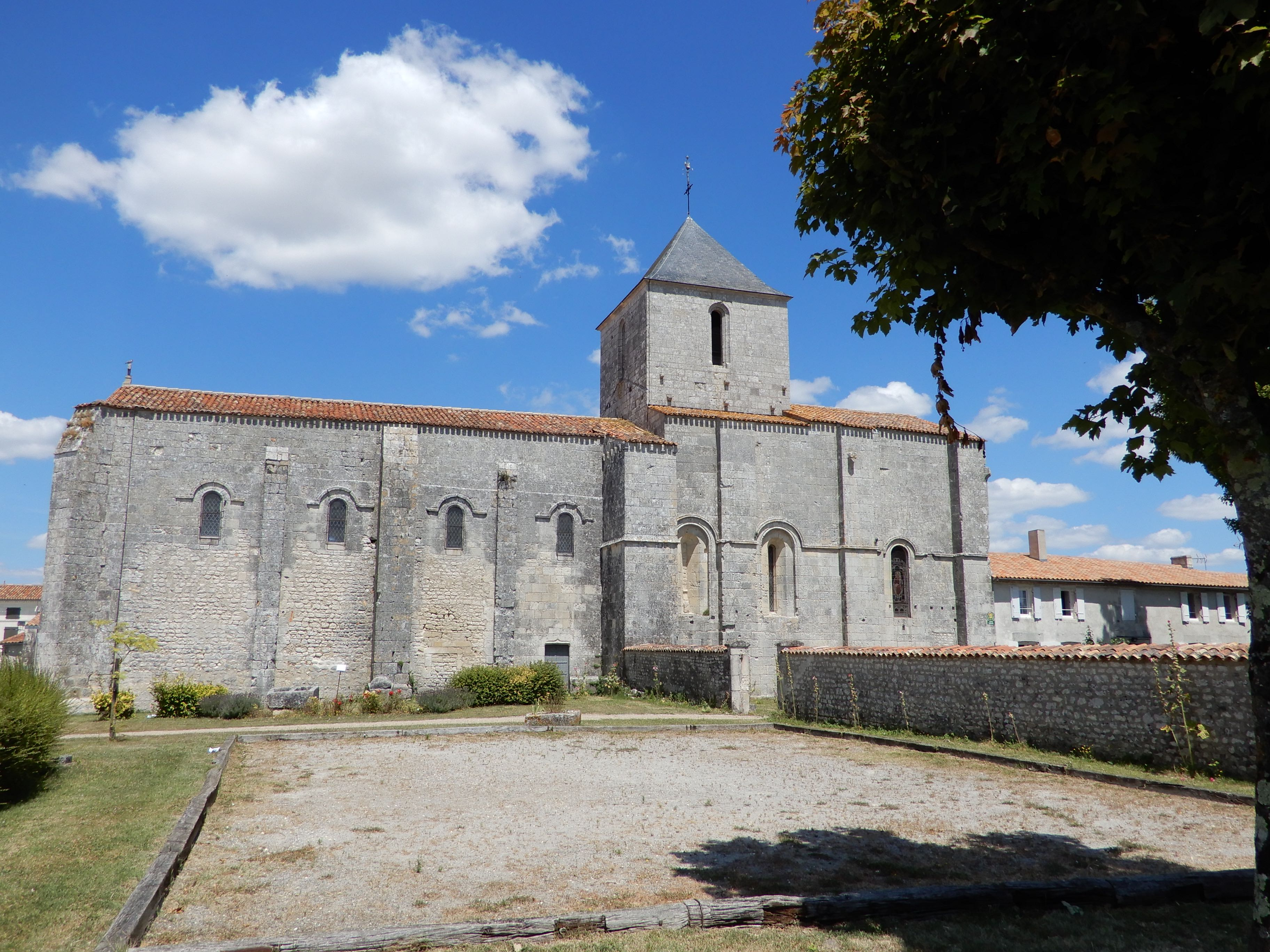
Ostfassade

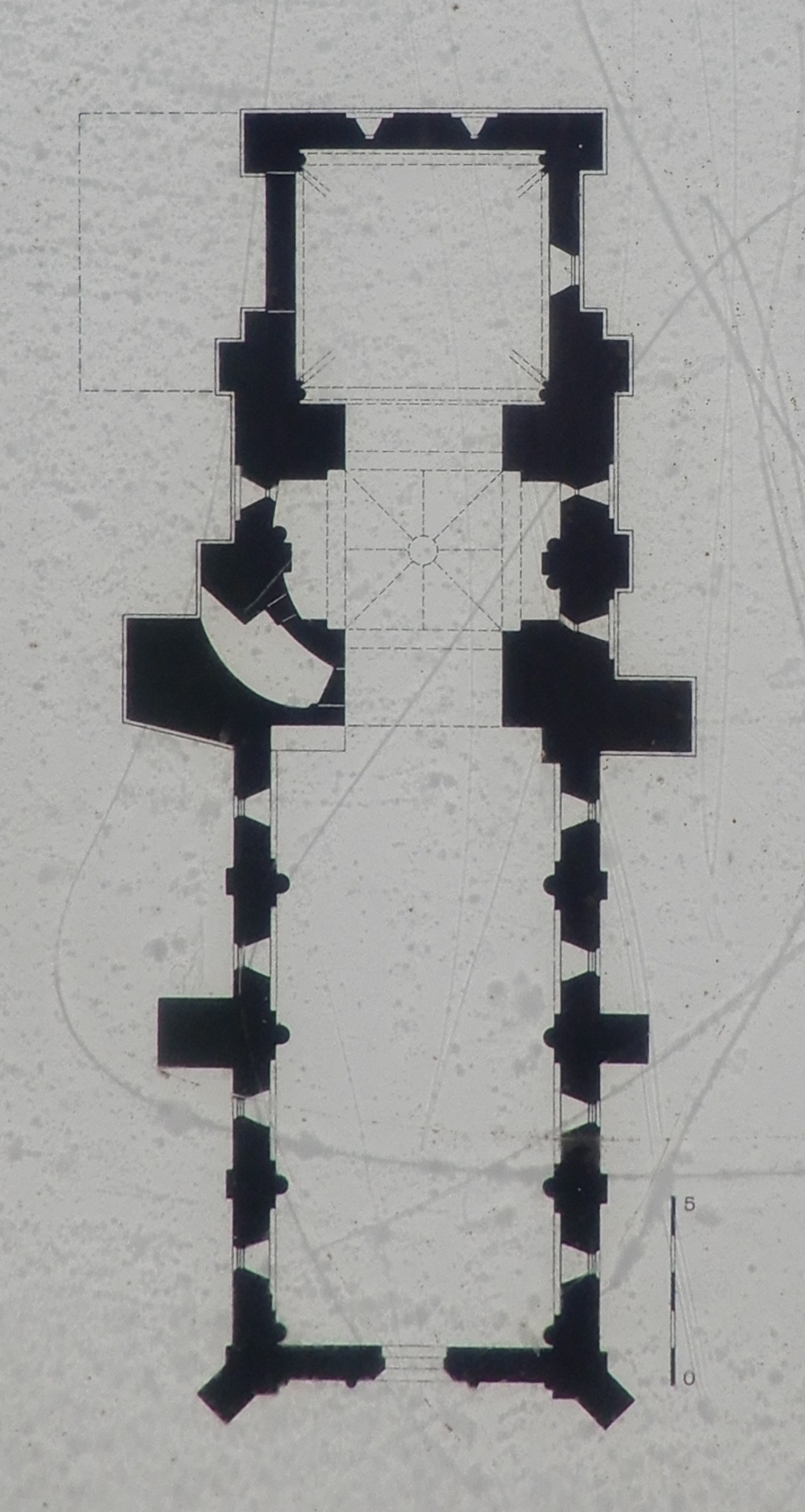
Grundriss der Kirche Saint-Sulpice in Montils

Saint-Sulpice ist eine romanische Kirche aus dem 12. Jahrhundert und seit 1923 Monument historique. Sie liegt in der kleinen westfranzösischen Gemeinde Montils im Departement Charente-Maritime.

## Geschichte
Wie viele andere Kirchen aus dem 12. Jahrhundert erlebte sie im Lauf der Jahrhunderte verschiedenste Veränderungen. Der Glockenturm stammt aus dem 15. und die Hauptfassade wurde im  16. Jahrhundert umgebaut.

## Ausstattung
Das Besondere an der Fassade ist das Fehlen von horizontalen Kreuzungen durch Gesimse oder Bänder.
Das Kirchenschiff ist ursprünglich romanisch, aber es ist leicht zu erkennen, dass es ein Spitzbogengewölbe aus leichtem Material erhalten hat, das teilweise sein ursprüngliches Aussehen verbirgt, da es auf den ursprünglichen Halbsäulen und Kapitellen ruht.